# Dãy núi Blue (Úc)

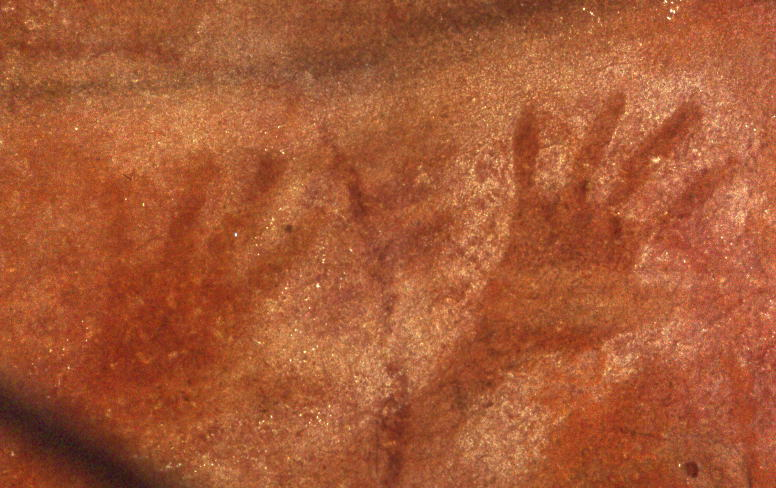
Mẫu tô tay thổ dân ở động Red Hands, gần Glenbrook

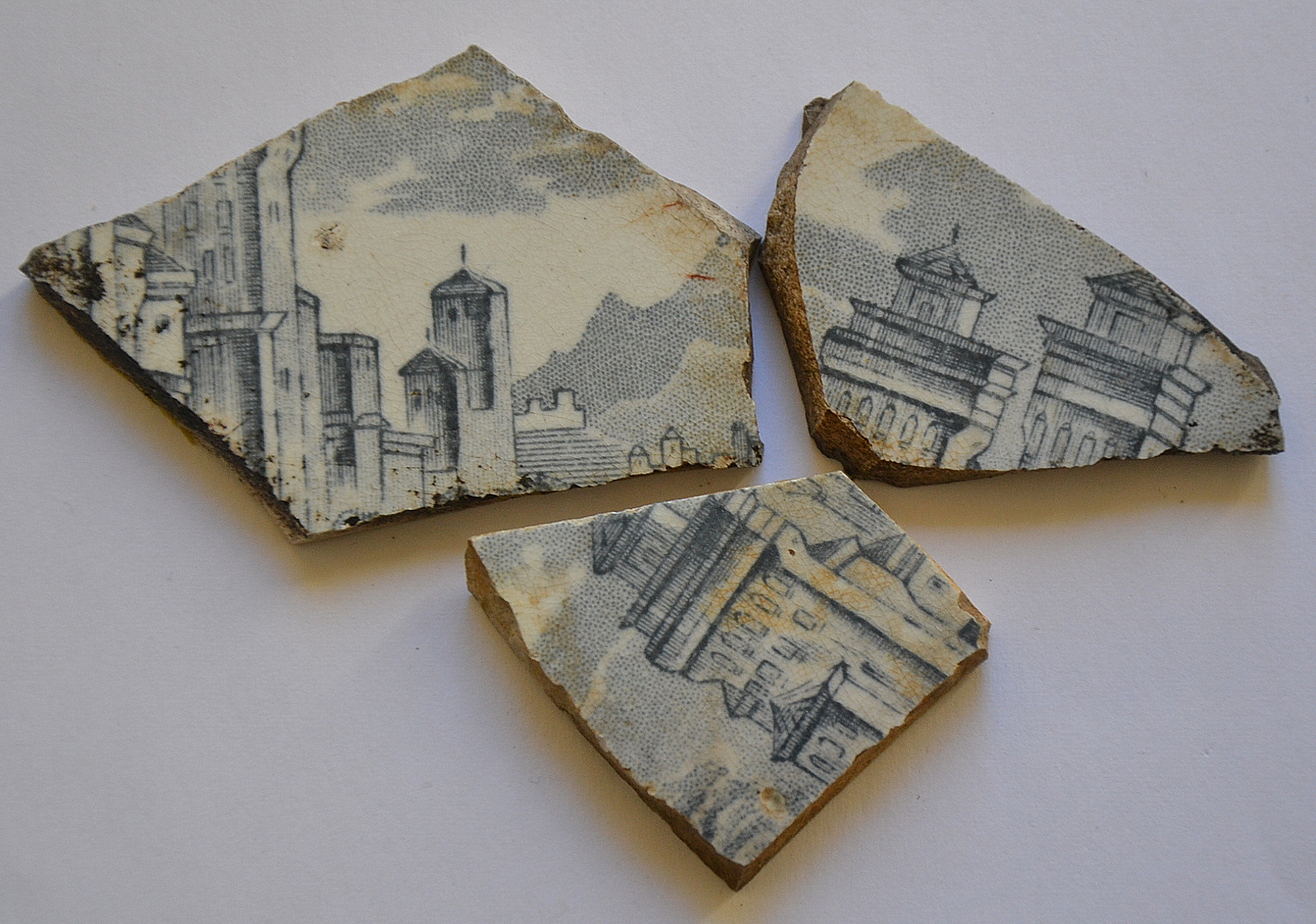
Gốm sứ vỡ gần đầm lầy Asgard, nơi mỏ than được khai thác thế kỷ 19

Dãy núi Blue (tiếng Anh: The Blue Mountains) là một khu vực miền núi và một dãy núi nằm ở New South Wales, Úc.
Khu vực này giáp với vùng đô thị của Sydney, các sườn đồi của nó bắt đầu từ khoảng 50 km (31 dặm) về phía tây thủ phủ bang. Mức độ hiểu biết của công chúng về dãy núi Blue khác nhau, vì nó tạo chỉ là một phần của một khu vực miền núi rộng kết hợp với dãy Great Dividing Range. Chính thức vùng Blue Mountains được bao bọc bởi các con sông Nepean và sông Hawkesbury ở phía đông, sông Coxs và hồ Burragorang về phía tây và phía nam, và các con sông Wolgan và sông Colo ở phía bắc. Về mặt địa chất, nó nằm ở các khu vực trung bộ của lưu vực Sydney.
Dãy Núi Blue bao gồm một các núi, cao nguyên và núi ngăn mở rộng ra khỏi Great Dividing Range khoảng 4,8 km (3,0 mi) về phía tây bắc của Wolgan Gap theo một hướng chung đông nam khoảng 96 km (60 dặm), chấm dứt ở đồng bằng Emu. Đối với khoảng hai phần ba chiều dài của nó là ngang bằng quốc lộ Tây lớn và các tuyến đường sắt chính của phương Tây. Một số thị trấn thành lập đều nằm trên những đỉnh cao của nó, bao gồm cả Katoomba, Blackheath, núi Victoria, và Springwood. Phạm vi hình lưu vực giữa sông coxs phía nam và Grose và sông Wolgan về phía bắc. Dãy núi chứa dãy Explorer và Range Bell.
Dãy núi Blue là một cao nguyên bị chia cắt khắc trên nền sa thạch. Nay chúng là một loạt các đường gờ ngăn cách bởi những hẻm núi sâu đến 760 mét (2.490 ft). Điểm cao nhất trong dãy núi Blue, như nay được định nghĩa, là một điểm vô danh với độ cao 1.189 m (3.901 ft) AHD, nằm 7 km (4,3 mi) về phía đông bắc của Lithgow. Tuy nhiên, điểm cao nhất trong khu vực rộng lớn hơn đã từng được coi là vùng núi Blue Mountains là núi Bindo, với độ cao 1.362 m (4.469 ft) AHD. Một phần lớn của dãy núi Blue Mountains được tích hợp vào các di sản thế giới vùng dãy núi Blue mở rộng, gồm tám khu vực vườn quốc gia và khu bảo tồn.
Các khu vực Blue Mountains bao gồm các khu vực chính quyền địa phương của thành phố Blue Mountains, thành phố Hawkesbury, thành phố Lithgow và Oberon Shire.